# 아모스 오즈
아모스 오즈(히브리어: עמוס עוז; 영어: Amos Oz, 1939년 5월 4일 ~ 2018년 12월 28일)는 이스라엘 작가이며 소설가이고, 저널리스트이다. 그는 또한 벤-구리온 대학의 문학 교수이기도 하다.
1939년 예루살렘에서 태어났다. 출생시 이름은 아모스 클라우스너(Amos Klausner)이다. 열다섯 살 때 시온주의자인 아버지에 반항하여 키부츠로 들어가 히브리 대학에서 철학과 문학을 공부했고, 25년간 키부츠 고등학교에서 교편을 잡으며 글쓰기와 농사일을 병행했다.
1965년 첫 소설집 《자칼의 울음소리》(Where the Jackals Howl)를 시작으로, 이후 발표하는 작품마다 문단과 대중의 찬사를 받으며 현대 히브리 문학의 거장으로 떠올랐다. 또한 작품과 실생활을 넘나들며 이스라엘과 팔레스타인의 평화로운 공존을 위한 운동을 적극적으로 펼치고 있으며, 1978년 반전 단체 '즉시 평화'를 설립해 지금까지 이끌고 있다. 1967년 이래로, 그는 이스라엘-팔레스타인 갈등에 대한 두 국가 해법을 지지해 왔다.
페미나상, 런던 윙게이트상, 이스라엘 문학상, 괴테 문화상, 하인리히 하이네상, 토리노 국제 도서전상 등 화려한 문학상 수상 이력 외에도, 1992년 독일 프랑크푸르트 평화상을, 1997년 프랑스 레지옹 도뇌르 훈장 등을 받았다. 아모스 오즈는 최근 10여 년간 꾸준히 노벨 문학상 후보로 거론되고 있으며, 그의 작품은 전 세계 30여 개 나라에서 번역되었다.2015년 제5회 박경리문학상을 수상하기도 하였다.

## 저작 목록
- Where the Jackals Howl(1965)
- 아마도 다른 곳 Elsewhere, perhaps(1966)
- 나의 미카엘 My Michael(1968)
민음사(1998)|최창모 옮김|
- Unto Death(1971)
- 물결을 스치며 바람을 스치며Touch the Water Touch the Wind(1973)
열린책들(2007)｜정영문 옮김｜ISBN 978-89-329-0755-0
- 악한 음모의 언덕 The Hill of Evil Counsel(1976)
- 첫사랑의 이름 Soumchi(1978)
비룡소(2009)|정회성 옮김|
- 완전한 평화 A Perfect Peace(1982)
- 이스라엘 땅에서 In the Land of Israel(1983)
- 블랙박스 Black Box(1987)
열린책들(2004)｜곽영미 옮김｜ISBN 978-89-329-0559-4
- 여자를 안다는 것To Know a Woman(1989)
열린책들(2001)｜최창모 옮김｜ISBN 978-89-329-1000-0
- 제3의 조건/피마 The Third Condition/Fima(1991)
- 밤이라 부르지 마오 Don`t Call It Night(1994)
- 지하실의 검은 표범 A Panther in the Basement(1995)
지식의숲(2007)|허진 옮김|
- 같은 바다 The Same Sea(1999)
- The Silence of Heaven: Agnon's Fear of God(2000)
- 사랑과 어둠의 이야기 A Tale of Love and Darkness(2002)
- 삶과 죽음의 시 Rhyming Life and Death(2007)
열린책들(2010)｜김한영 옮김｜ISBN 978-89-329-1066-6
- 시골 생활 풍경Scenes from Village Life (2009)
비채(2012)｜최정수 옮김｜ISBN 978-89-94343-54-9
- 친구 사이 Between Friends(2012)
문학동네(2013)｜민은영 옮김｜ISBN 978-89-546-2268-4
- 유다 הבשורה על-פי יהודה (2014)
현대문학(2021)｜최창모 옮김｜ISBN 979-11-90885-61-4